# Rückkehr nach Krondor
Rückkehr nach Krondor (engl. Originaltitel: Return to Krondor) ist ein Computer-Rollenspiel, welches auf der von Raymond Feist in seinen Fantasyromanen erschaffenen Welt Midkemia spielt. Es ist der zweite, aber unabhängige Teil des 1993 erschienenen Betrayal at Krondor.

## Handlung
Die Geschichte dreht sich um Junker James, einem ehemaligen Dieb, und seine Gefährten: Jazhara, eine Magierin aus Kesh, William, ein Kämpfer und Freund von James, Solon, ein Priester, und Kendaric, ein Alchemist und Magier. Diese Gruppe sucht die „Träne der Götter“, ein heiliges Artefakt, welches von Piraten gestohlen wurde, die von einem brutalen hünenhaften Mann namens „Bär“ angeführt werden. Während des Überfalls auf das Schiff, mit welchem das Artefakt transportiert wurde, wurde dieses jedoch derart stark beschädigt, dass es samt Artefakt sank.
Die ersten Kapitel spielen in der Stadt Krondor, in nächtlichen Straßen und Häusern, in Läden und Tavernen, in Tempeln und der Kanalisation. Später trennen sich die Wege der Gruppe: Während William mit einer Abteilung Soldaten Bär verfolgt, muss der Rest der Gruppe Kendaric begleiten, welcher über einen Zauber verfügt, der das Schiff bergen kann, in dem die Träne der Götter auf dem Meeresboden liegt.

## Gameplay
Das Kampfsystem ist rundenbasiert, allerdings muss man – im Gegensatz zu z. B. Final Fantasy – auch die Räumlichkeiten berücksichtigen. Um einen Schlag auszuführen oder mit dem Bogen zu schießen, muss man eine hierfür geeignete Position beziehen. Für bestimmte Entfernungen verliert man „Rundenpunkte“, die die möglichen Aktionen pro Runde beschränken. Auch können die Magier Zauber wirken und Schriftrollen mit Magie können angewandt werden. Beim Stufenanstieg der Charaktere können Punkte auf bestimmte Fähigkeiten verteilt werden. James ist beispielsweise ein geschickter Dieb und die richtige Wahl, wenn es um das Aufknacken von Truhen und Schlössern geht. Die Magier hingegen können bestimmte Bereiche der Magie (Wind, Feuer usw.) oder die Fähigkeit, Tränke zu brauen, verbessern. Einige Grundwerte wie Klingenkampf, Stabkampf, Bogen, Verteidigung etc. sind bei allen Charakteren der Gruppe vorhanden. Zahlreiche Gegenstände können Nahkampf-, Rüstungs- und Magiewerte verbessern. Ein Teil davon ist nur über Händler erhältlich, die meisten findet man jedoch, teils zufallsbestimmt, als Beute.
Das Spiel folgt einem linearen Handlungsstrang, lediglich einige Nebenquests sind optional. Auf die städtische Umgebung folgen Kämpfe im Freien und in klassischen „Dungeons“.